# Anda (Pangasinan)
Anda è una municipalità di quarta classe delle Filippine, situata nella Provincia di Pangasinan, nella regione di Ilocos.
Anda è formata da 18 baranggay:
- Awag
- Awile
- Batiarao
- Cabungan
- Carot
- Dolaoan
- Imbo
- Macaleeng
- Macandocandong
- Mal-ong
- Namagbagan
- Poblacion
- Roxas
- Sablig
- San Jose
- Siapar
- Tondol
- Toritori